# Ludmilla Gorojanskaja
Ludmilla Gorojanskaja née le 17 juin 1970 à Brest est une coureuse cycliste biélorusse.

## Palmarès sur piste

### Jeux olympiques
- Atlanta 1996
  - 6e de la course aux points

### Championnats du monde
- Palerme 1994
  -  Médaillée de bronze de la course aux points
  - 21e du sprint
- Perth 1997
  - 10e de la course aux points

### Coupe du monde
- 1995
  - 3e de la course aux points à Tokyo
- 1997
  - 3e de la course aux points à Trexlertown

### Championnats d'Europe
- Russie 1996
  - 7e de l'Omnium